# Monopsone
Pour un article plus général, voir Régime du marché.
Un monopsone est un marché sur lequel un seul demandeur se trouve face à un nombre important d'offreurs ou, plus généralement, où la demande a un pouvoir de marché sur l'offre. C'est la situation symétrique à celle du monopole, dans lequel un seul offreur fait face à de nombreux demandeurs. Le terme est introduit par Joan Robinson dans son ouvrage de 1933 sur la Concurrence imparfaite.
Un monopsone contrarié est une situation où, sur un marché, un seul demandeur se retrouve face à quelques offreurs. Quand l'acheteur unique se trouve face à un vendeur unique, il s'agit d'un monopole bilatéral.

## Sur le marché du travail
Si l'on assimile un salarié à un offreur de services — au sens économique et non juridique du lien de subordination —, alors on peut décrire des situations de monopsones sur le marché du travail. C'est dans ce contexte que Joan Robinson a introduit le terme. Ainsi d'un bassin industriel où une seule entreprise représente l'essentiel de l'offre d'emploi (ex. : l'usine Peugeot dans la ville de Sochaux, au cours des années 1970), ou de l'État, qui se trouve dans une situation de monopsone vis-à-vis de certaines catégories de fonctionnaires (policiers, juges, gendarmes…).
Plus généralement, il existe un pouvoir de monopsone dès lors que le marché du travail n'est pas en situation de concurrence parfaite, c'est-à-dire dès lors que les frictions de mobilité des travailleurs (coût objectif et subjectif pour retrouver un emploi strictement équivalent) ne sont pas nulles, ou en d'autres termes, lorsque l'élasticité de l'offre de travail par rapport au salaire proposé n'est pas infinie. Une telle situation peut peser sur les capacités de négociation des travailleurs. Par exemple, si un employeur baisse les salaires de 1 %, toute sa main d'œuvre ne quittera pas immédiatement l'entreprise, faute d'alternatives parfaitement accessibles et strictement équivalentes.
Pour quantifier le monopsone, une des possibilités est de calculer l'élasticité sus-citée ; il est aussi possible de calculer un degré de concentration des employeurs sur le marché du travail, notamment pour un segment du marché du travail situé géographiquement dans un bassin donné. Par exemple, l'indice de Herfindahl-Hirschmann « additionne le carré des parts de l’emploi (ou des embauches) des entreprises recrutant sur un marché donné ».
L'étude contemporaine du marché du travail recourt abondamment au concept de monopsone. Il permet par exemple d'expliquer que les hausses de salaire minimum n'ont souvent pas d'effet négatif sur l'emploi, comme l'ont montré par exemple les travaux empiriques d'Arindrajit Dube ou de David Card. Des modèles formels de monopsone sont également développés, comme le modèle de Burdett-Mortensen.

## Autres marchés
Le monopsone se trouve dans le domaine des composants industriels : le déséquilibre est inversé et une usine spécialisée (ex. : voitures) a un pouvoir de monopsone face à beaucoup d'offreurs de composants industriels. Un cas fréquent relève du domaine dit régalien de l'État, pour ses achats d'armement par exemple, ainsi que pour la sécurité intérieure et la justice. Il y a en effet un acheteur (l'État) et quelques vendeurs (pour l'armement par exemple, il n'y a pas une unique entreprise qui fournit les missiles, fusils, grenades…). On parle alors de monopsone contrarié (un petit nombre d'offreurs, un demandeur). Les grandes centrales de distribution, très peu nombreuses même dans un pays comme la France, se trouvent souvent dans ce type de situation face à leurs nombreux fournisseurs agricoles ou industriels, qui sont souvent des PME : c'est un oligopsone.

### Grande distribution
Le concept de monopsone ou d'oligopsone a été utilisé pour décrire les relations entre la grande distribution et ses fournisseurs,,. Les entreprises de la grande distribution concentrent l'accès à un vaste marché que les producteurs n'ont pas le pouvoir de contourner. La DGCCRF part de ce fondement économique pour mener des contrôles en vue de prévenir les clauses considérées abusives (en particulier vis-à-vis des petits producteurs), relevant des pratiques restrictives de concurrence.

### Plateformes numériques
Certaines plateformes numériques comme les applications de livraison de nourriture ont été analysées sous le prisme du monopsone. En effet, vis-à-vis d'un livreur individuel souhaitant louer sa force de travail, les plateformes (en nombre très réduit) sont les acheteuses uniques et se retrouvent en position de fixer les conditions tarifaires.

### Distribution des produits de tabac en France
La distribution des produits de tabac est, en France, un monopsone. Les industries du tabac ne peuvent vendre qu'à une seule entreprise (autrefois nommée SEITA, aujourd'hui Altadis) qui assure la totalité de la distribution.

### Collecte du lait en France
Dans le secteur laitier, l’Autorité de concurrence constate qu’il existe des situations de monopsone de collecte empêchant les producteurs de changer d’acheteur et qu’il n’y a donc « pas de véritable marché où joue la concurrence entre la production et la collecte » (Avis n° 09-A-48 du 2 octobre 2009 relatif au fonctionnement du secteur laitier, pt. 50). L'entreprise Lactalis est devenue en 2011 le premier groupe laitier au monde. Ses relations avec les producteurs de lait sont difficiles depuis plusieurs années. L'ONG Les Amis de la Terre épingle notamment Lactalis pour le « fossé entre son discours mettant en valeur le terroir et le travail des éleveurs et la réalité d’un secteur où les agriculteurs travaillent bien souvent à perte »

### France Télécom et le Minitel

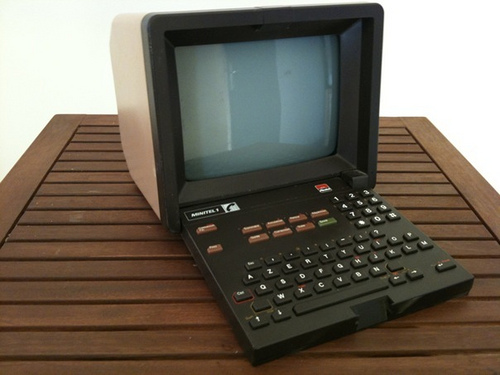
Un minitel fabriqué par Alcatel.

Trois entreprises ont été choisies pour construire le Minitel : Matra, Radiotechnique (Philips) et Alcatel. France Télécom a été au départ leur client unique, et en mesure de négocier les prix et les quantités en jouant de façon subtile sur les trois fournisseurs, au-delà de la commande minimale qui leur avait été consentie pour les intéresser à l'affaire. Le coût marginal de fabrication de minitels supplémentaires étant faible par rapport aux frais fixes d'études, l'acheteur unique savait pouvoir compter sur une marge importante de négociation à la baisse[réf. nécessaire].

### Chine et avionneurs
Le marché chinois est d'une importance telle qu'il représente un département entier pour les constructeurs. La Chine est en situation de monopsone vis-à-vis de ces constructeurs, car indépendamment du nombre de compagnies aériennes y existant et négociant chacune de son côté, aucun contrat ne peut être conclu sans accord du gouvernement chinois[réf. nécessaire]. Par regroupement de plusieurs offres effectuées séparément à des compagnies distinctes, celui-ci peut donc faire pression pour obtenir des remises supplémentaires ; introduisant un niveau de négociation supplémentaire.